# Patrick Warburton
Patrick John Warburton (ur. 14 listopada 1964 w Paterson) – amerykański aktor, znany przede wszystkim jako głosowy odtwórca roli Joego Swansona w serialu animowanym Family Guy.

## Życiorys
Urodził się w Paterson w New Jersey jako syn Barbary Lord (z domu Barbara Jeannette Gratz), aktorki, i Johna Charlesa „Jacka” Warburtona, chirurga ortopedy. Jego ojciec miał pochodzenie irlandzkie, angielskie, niemieckie i francuskie, a matka miała korzenie niemieckie. Wychował się jako katolik i dorastał w Huntington Beach w Kalifornii.
Czterokrotnie (2001, 2007, 2008, 2019) nominowany do nagrody Annie. Jego główna rola w dramacie The Civilization of Maxwell Bright (2005) została wyróżniona podczas Beverly Hills Film Festival, New York VisionFest oraz Boulder International Film Festival.
Kojarzony jest głównie z pracą głosową.

## Filmografia
- Seria Niefortunnych Zdarzeń (od 2017) jako Lemony Snicket
- Ted 2 (2015) jako Guy
- Ted (2012) jako Guy
- Czerwony Kapturek 2. Pogromca zła (Hoodwinked Too! Hood vs. Evil, 2011) jako Wilk
- Małpy w kosmosie (Space Chimps, 2008) jako Titan
- Dorwać Smarta (Get Smart, 2008) jako Hymie
- Happy Wkręt (Happily N'Ever After, 2007) jako książę Humperdink
- Sposób użycia (Rules of Engagement (od 2007) jako Jeff Bingham (serial TV)
- Film o pszczołach (Bee Movie, 2007) jako Ken
- Nowa szkoła króla (The Emperor's New School, 2006) jako Kronk (serial TV)
- Sezon na misia (Open Season, 2006) jako Ian
- Kontrola gniewu (Rebound, 2005) jako Larry Burgess
- Czerwony Kapturek – prawdziwa historia (Hoodwinked! The True Story of Red Riding Hood, 2005) jako Wilk
- The Civilization of Maxwell Bright (2005) jako Maxwell „Max” Bright
- Nowe szaty króla 2 (Kronk's New Groove, 2005) jako Kronk
- Rogate ranczo (Home on the Range, 2004) jako Patrick
- Faceci w czerni II (Men in Black II, 2002) jako agent Tee
- The Venture Bros. (2003 do 2010) jako Brock Samson
- Krzyk 3 (Scream 3, 2000) jako Steven Stone
- Nowe szaty króla (The Emperor's New Groove, 2000) jako Kronk
- Buzz Astral z Gwiezdnej Bazy jako Buzz Astral
- Family Guy (od 1999) jako Joseph „Joe” Swanson (serial TV)
- Kroniki Seinfelda (Seinfeld, 1995-1998) jako David Puddy (serial TV)